# Азербайджано-грузинские отношения
Азербайджано-грузинские отношения — двусторонние отношения между Азербайджанской Республикой и Республикой Грузия в политической, экономической, культурной и других сферах.
Обе страны были частью Российской империи и СССР. Обе страны являются полноправными членами Совета Европы, ОБСЕ, ГУАМ и ЧЭС. Протяжённость государственной границы между странами составляет 428 км.

## История

### Период первых республик (1918—1921)

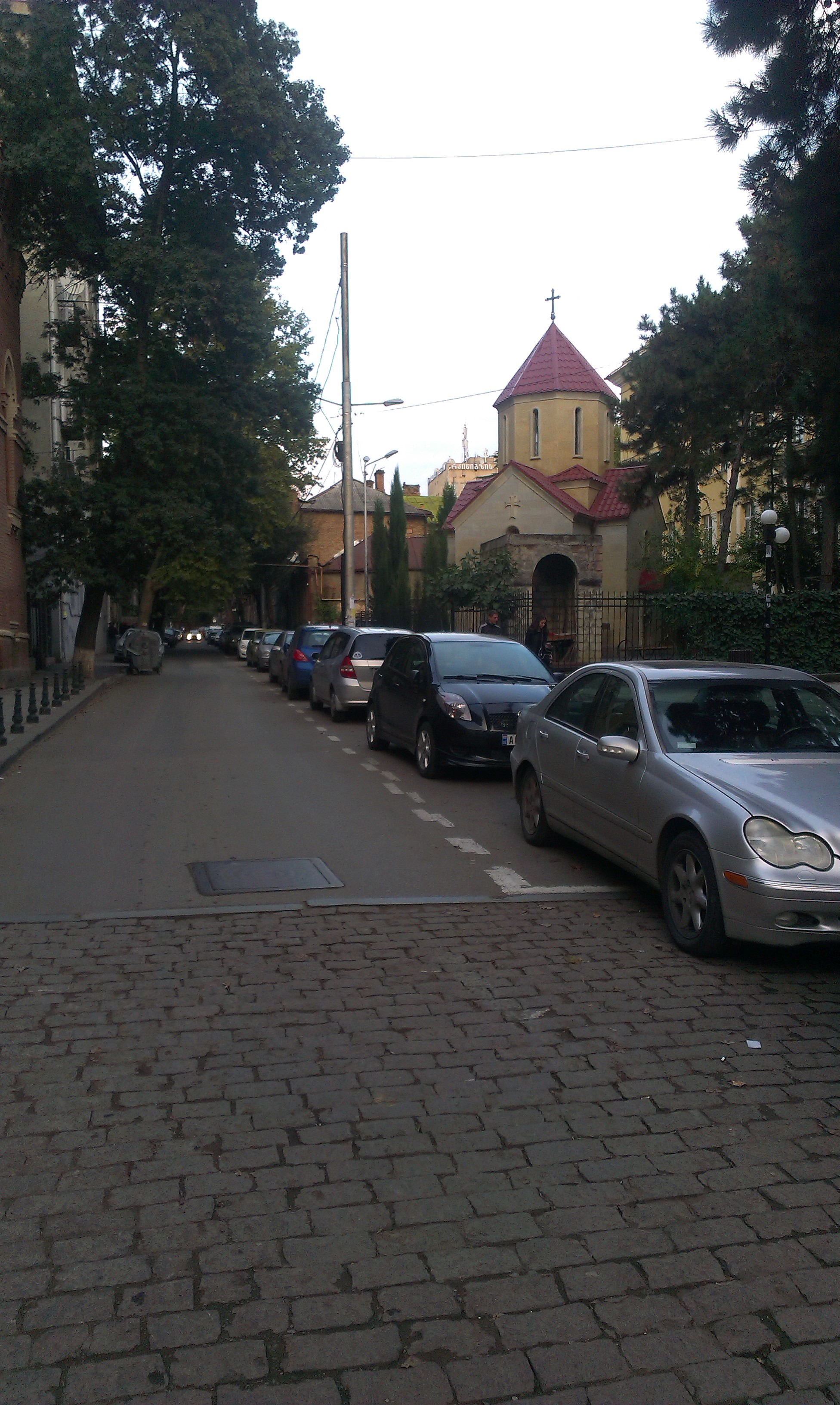
Бакинская улица в Тбилиси с видом на церковь Эквтиме.

Отношения между Грузией и Азербайджаном впервые были установлены в 1918 году, с обретением независимости.
16 июня 1919 года Азербайджанская Демократическая Республика и Грузинская демократическая республика подписали первый оборонительный договор против белого движения армии генерала Антона Деникина. Также было заключено Соглашение о техническом сотрудничестве.
В ноябре 1920 года в Тифлисе правительства Грузии, Азербайджанской ССР и РСФСР подписали торгово-транзитное соглашение.

### Период СССР

#### 1920—1930-е годы
В первые годы после советизации Азербайджана и Грузии, в обеих республиках были сформированы подпольные организации, ставившие перед собой цель цели по восстановлению государственной независимости.
Ушедшая в подполье, партия Мусават (правящая партия в АДР) сотрудничала с «Комитетом независимости Грузии», который был образован после того как все грузинские партии приняли решение преодолеть внутренние противоречия и объединить свои силы на борьбу с оккупацией.
В 1921 году, Мирзабала Мамедзаде трижды побывал в Тифлисе и встречался с одним из лидеров грузинского подполья Сильвестром Джибладзе. Была достигнута договорённость о совместном восстании против большевиков. После этого связи с грузинской оппозицией поддерживали Алиовсат Наджафов, Дадаш Гасанов и Али Юсифзаде.
Однако, ГПУ внимательно отслеживало процесс становления грузинско-азербайджанского антисоветского союза. В июне 1923 года репрессиям подвергся весь состав ЦК Мусавата, а председатель ЦК Мирзабала Мамедзаде бежал в Иран. Так же, усилиями ГПУ была ликвидирована подпольная типография Мусават.
Такой разгром азербайджанского подполья был серьёзным ударом по планировавшемуся общекавказскому восстанию. Фактически ГПУ положило конец существованию активного центра мусаватистов и разрушило все их структуры. Удары были нанесёны и по грузинскому подполью, а в августе-сентябре 1924 года грузинское восстание потерпело неудачу и было подавлено Красной Армией.
15 июня 1926 года в Стамбуле представителями азербайджанской, грузинской и северокавказской политической эмиграции был учреждён Комитет независимости Кавказа. Роль координатора и материального спонсора данного комитета взяла на себя Польша.
Учредителями выступили:

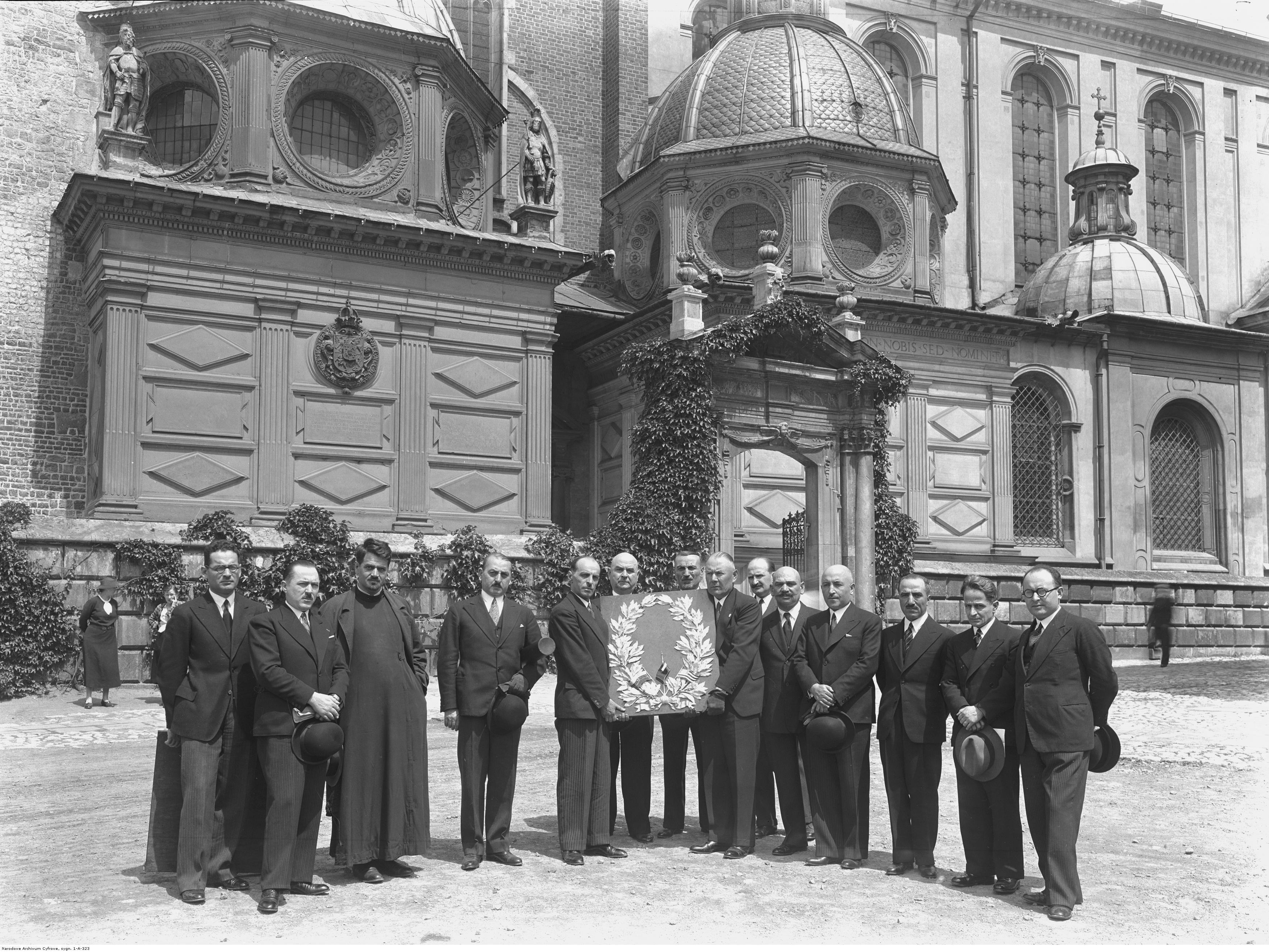
Кавказская делегация состоящая из азербайджанских, грузинских и северо-кавказских политических деятелей перед возложением венка на гробницу маршала Юзефа Пилсудского в Кракове, 1936.

- Объединённый Комитет конфедератов Кавказа
- Мусават (Азербайджан)
- Социал-демократическая партия Грузии
- Народная партия горцев Кавказа;

| Азербайджан     | - Мамед Эмин Расулзаде - Мустафа Векилли |
| Грузия          | - Ной Рамишвили - Нестор Магалашвили     |
| Северный Кавказ | - Саид Шамиль - Алихан Кантемир          |

Позднее, в 1935 году Комитет был реорганизован в Совет конфедерации Кавказа с центром в Брюсселе. Причина ликвидации КНК и создания СКК заключалась в желании создать более централизованную структуру, так как в прежней организации решения принимались национальными центрами республик. После его создания только СКК имел право вести дипломатическую, пропагандистскую и разведывательную деятельность.
В Президиум Совета, являвшимся главным исполнительным и руководящим органом, были включены по одному представителю от трёх республик. Туда были включены М. Э. Расулзаде (Азербайджан), Н. Н. Жордания (Грузия) и М. Г. Сунш (Северный Кавказ).

## Дипломатические отношения

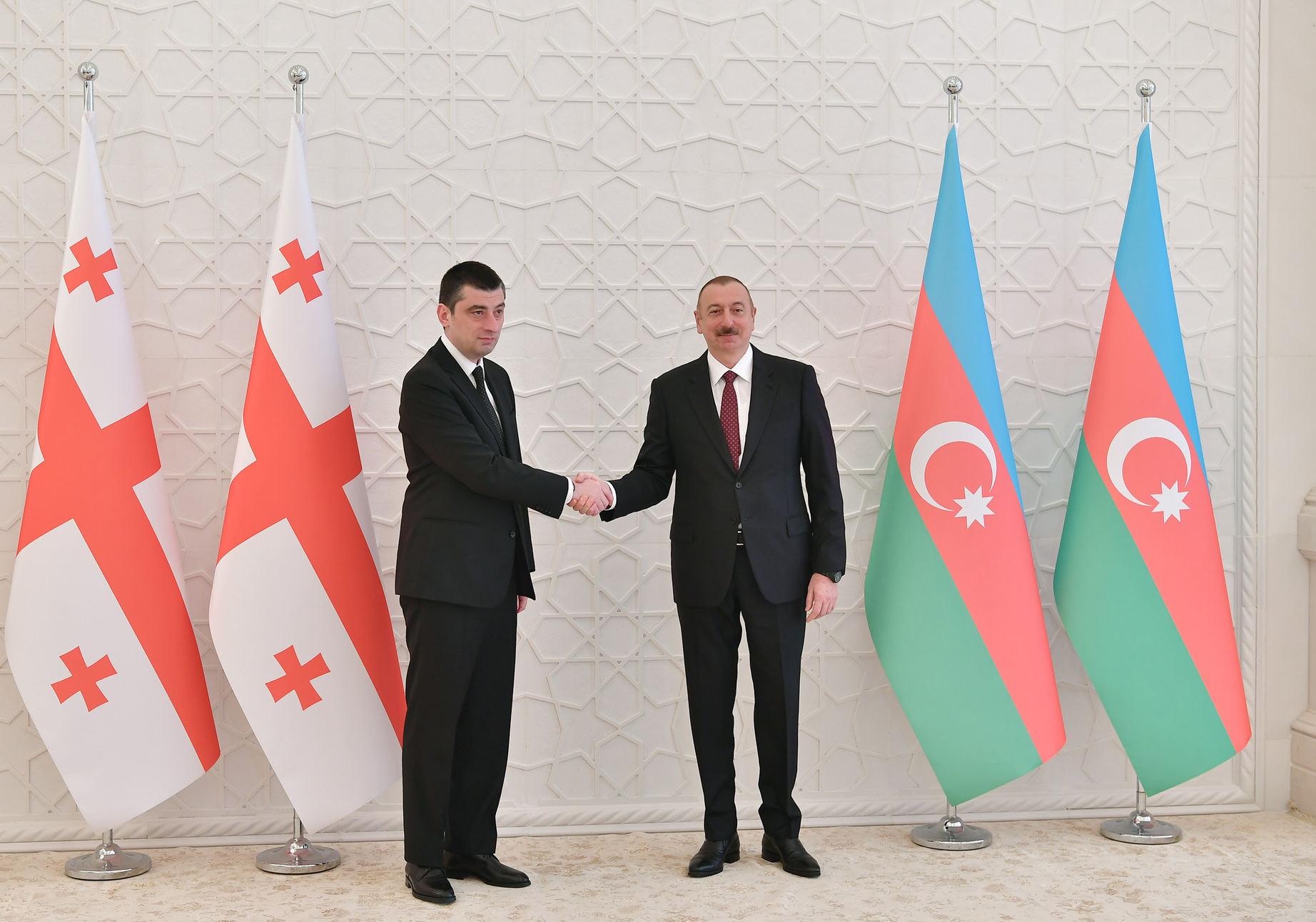
Президент Азербайджана Ильхам Алиев на встрече с Премьер-министром Грузии Георгий Гахария в Баку, 9 октября 2019

Грузия признала независимость Азербайджана в 1991 году. Дипломатические отношения между двумя государствами были установлены 18 ноября 1992 года.
Посольство Грузии в Азербайджане функционирует с февраля 1995 года. Посольство Азербайджана в Грузии действует с марта 1996 года.
С 3 декабря 2010 года в Батуми действует Главное консульство Азербайджана.
С 12 декабря 2013 года в Гяндже действует Главное консульство Грузии.
В парламенте Азербайджана действует межпарламентская группа по отношениям с Грузией. Руководитель группы — Арзу Нагиев.
В парламенте Грузии действует двусторонняя рабочая группа. Руководитель группы — Арчил Талаквадзе.
В ходе первого официального визита президента Азербайджана Гейдара Алиева в Грузию в марте 1996 года стороны подписали Договор об укреплении дружбы, сотрудничества и взаимной безопасности и Декларацию о мире, безопасности и сотрудничестве в Кавказском регионе.
В рамках официального визита Президента Грузии Михаила Саакашвили 4-5 марта 2004 года был подписан ряд документов: совместная декларация, соглашение о сотрудничестве в сфере образования, соглашение о сотрудничестве в информационной сфере.
Во время ответного визита Президента Азербайджана Ильхама Алиева в Грузию в июне 2004 года правительства обоих государств подписали Совместное заявление, новые соглашения в сферах энергетики, железнодорожного транспорта, налогов, авиации и телевидения.
В попытке сбалансировать региональные интересы, 10 октября 1997 года Азербайджан и Грузия стали двумя из четырёх основателей ГУАМ.

## Договорно-правовая база
Между странами подписано 109 договоров, в том числе:
- Договор об укреплении дружбы, сотрудничества и взаимной безопасности (март 1996)
- Соглашение о свободной торговле (1996)
- Соглашение о сотрудничестве в сфере охраны интеллектуальной собственности[7]
- Соглашение о сотрудничестве в области обороны (2023)[18]

## Вопрос делимитации государственной границы
У Грузии и Азербайджана имеется общая государственная граница протяженностью 428 километров. Треть границы все ещё не делимитирована. В 1996 году создана двусторонняя грузино-азербайджанская межправительственная комиссия по делимитации и демаркации государственной границы.
В течение последующих 15 лет её деятельности было осуществлено почти 70 процентов работы по уточнению границы. С 2007 года в процессе проведения делимитации возникли препятствия.
Официальный Тбилиси считает спорными территории комплекса Давид-Гареджа и села Эрисимеди. В свою очередь, официальный Баку считает, что монастырь является памятником албанской культуры. Этот вопрос стал довольно болезненным и для грузинского общества ввиду большой культурно-исторической и духовной ценности монастыря.
Часть азербайджано-грузинской границы заминирована.

## Экономическое сотрудничество

Экспортные маршруты поставки нефти и газа из Азербайджана через Грузию

Азербайджан и Грузия тесно сотрудничают в экономической сфере.
С 25 марта 2004 года действует межправительственная комиссия по экономическому сотрудничеству.
Страны широко сотрудничают в региональном развитии энергетики, транспорта и экономических проектов, таких как нефтепровод Баку — Тбилиси — Джейхан, железная дорога Баку — Тбилиси — Карс, ТРАСЕКА, ОЧЭС.
Основные экспортные маршруты поставки из Азербайджана нефти и газа проходят через территорию Грузии по нефтепроводам Баку—Тбилиси—Джейхан, Баку—Супса и газопроводу Баку—Тбилиси—Эрзурум.
16 октября 2004 года состоялась торжественная церемония объединения азербайджанской и грузинской частей нефтепровода Баку-Тбилиси-Джейхан. Церемония открытия трубопровода состоялась 13 июля 2006 года.
18 ноября 2008 года стороны подписали Меморандум о транспортировке в Грузию азербайджанского газа в течение пяти лет.
Открыто железнодорожное сообщение по маршруту Баку-Тбилиси-Карс.
Госнефтекомпания Азербайджана SOCAR принимает активное участие на энергетическом рынке Грузии. Осуществляет деятельность дочерняя компания холдинга Azersun «Azersun Georgia».
На 2020 год Азербайджан занимал четвёртую позицию в списке крупнейших торговых партнёров Грузии.
Азербайджан осуществляет поставки электроэнергии в Грузию. В 2022 году было поставлено 1 262,2 млн квт. ч. электроэнергии.

### Товарооборот (тыс. долл)
| Год  | Экспорт Азербайджана | Импорт Азербайджана | Сумма товарооборота |
| ---- | -------------------- | ------------------- | ------------------- |
| 2020 | 461 924,63           | 74 293,52           | 536 218,15          |
| 2021 | 661 080,66           | 102 614,39          | 763 695,05          |
| 2022 | 635 664,33           | 136 117,24          | 771 781,57          |
| 2023 | 759 444,49           | 126 381,58          | 885 826,07          |
| 2024 | 675 192,69           | 128 837,13          | 804 029,82          |

Грузия экспортирует в Азербайджан локомотивы и другие транспортные средства, минеральные и химические удобрения, минеральные воды, стекло и стеклянные изделия, лекарственные средства.
Азербайджан экспортирует в Грузию нефть и нефтепродукты, природный газ, пластиковые изделия, цемент, мебель, строительные конструкции, медь, электроэнергию, авиационное топливо, смазочные материалы.

## Культура

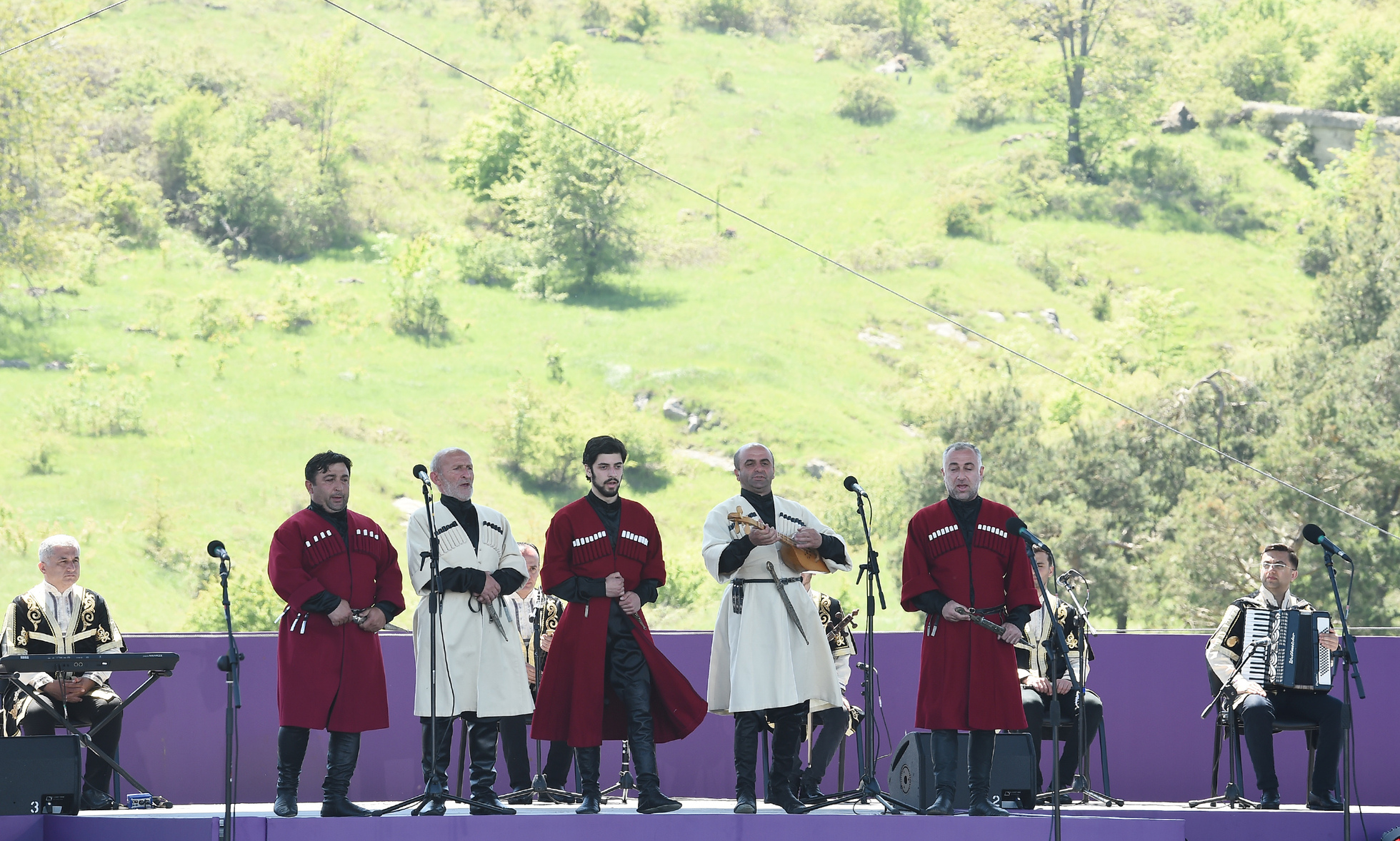
Хор «Шивидкаца» поёт грузинскую народную песню на фестивале «Хары-бюльбюль» в Шуше, 12 мая 2021

В 70-х годах XIX века в Тифлисе появился первый азербайджано-тюркский театр. Здесь же по сей день действует Музей азербайджанской культуры имени Мирзы Фатали Ахундова.
В свою очередь в Азербайджане действуют школы с преподаванием на грузинском языке в Загатале, а в селе селе Алибейли Гахского района действует Гахский государственный грузинский драматический театр. Театр был создан на базе Народного театра имени Ильи Чавчавадзе при сельском доме культуры, который функционирует в селе с 1985 года.
16 — 19 июня 2009 года в Тбилиси были проведены Дни азербайджанской культуры.

### Города-побратимы
- Агджабеди —  Батуми
- Баку —  Тбилиси[36]
- Гянджа —  Кутаиси
- Гянджа —  Рустави
- Сумгаит —  Рустави[37]
- Нахчыван — Батуми[38]
- Шеки —  Телави[39]

## Этнографическое меньшинство

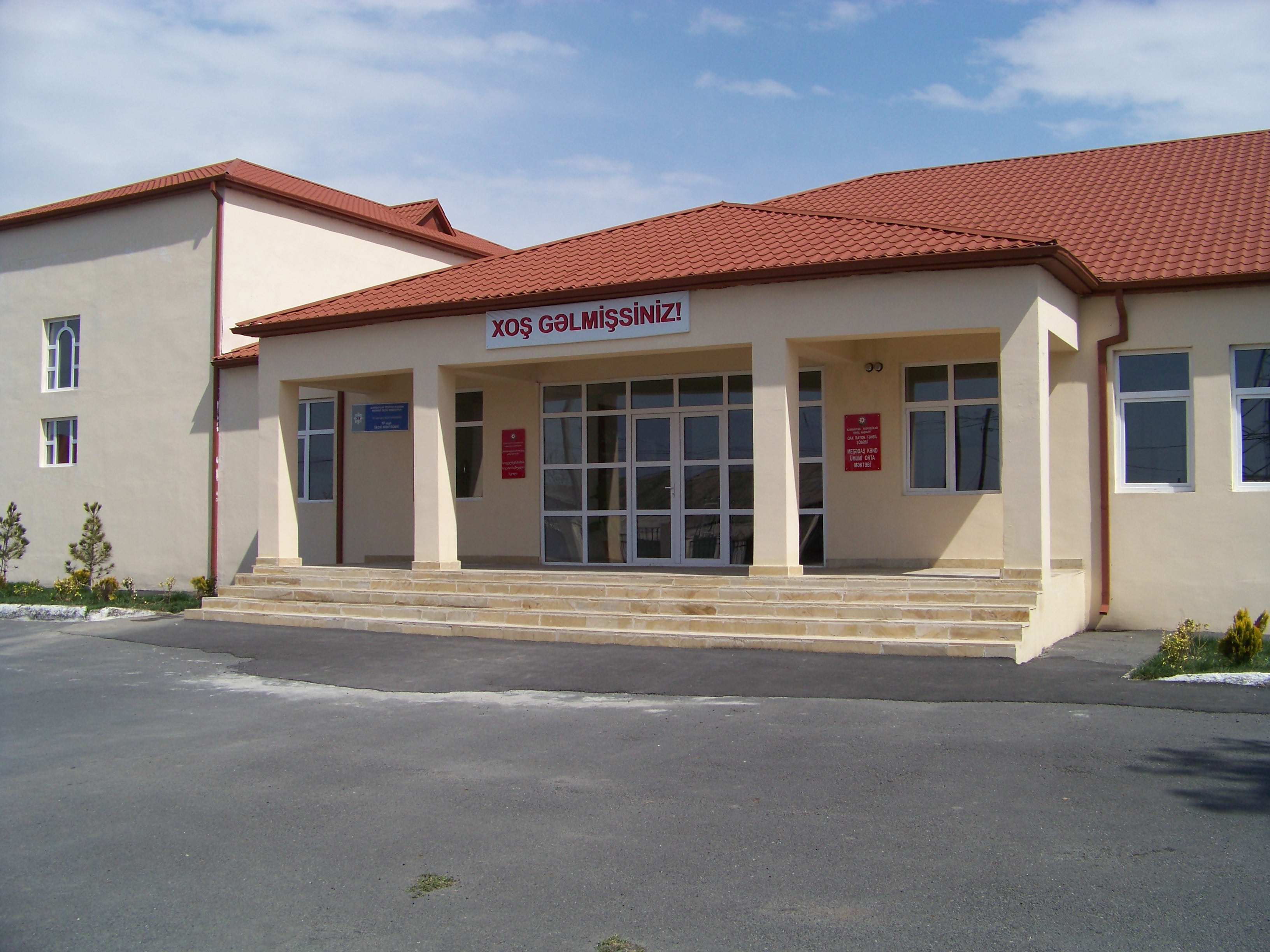
Грузинская средняя школа в селении Мешбаши, Гахского района Азербайджана. Таблички на азербайджанском и грузинском языках.

В Грузии проживает 294 761 азербайджанцев, тем самым они являются крупнейшим меньшинством Грузии и составляют 6,7 % населения страны. Большое количество азербайджанцев исторически проживает в Квемо-Картли, Кахетии, Шида-Картли и Мцхета-Мтианети. Существует также большая азербайджанская община в Тбилиси. Грузинские меньшинства в Азербайджане являются менее значительными.

## Туризм
На август 2022 года еженедельно компанией AZAL (Азербайджанские авиалинии) выполняется 21 авиарейс Баку — Тбилиси. 3 раза в неделю осуществляются авиарейсы Баку — Батуми.
С 5 сентября 2023 года авиарейсы Баку — Тбилиси стала осуществлять и грузинская авиакомпания Georgian Wings по пять раз в неделю.

## Гуманитарное содействие

### Период первых республик (1918—1920)
11 марта 1920 года, на 133-м заседании парламента Азербайджанской Демократической Республики был поднят вопрос об утверждении законопроекта об ассигновании в распоряжение правительства 3 миллионов рублей на оказание помощи пострадавшим от землетрясения в грузинском городе Гори.
Законопроект был представлен докладчиком Самедом Ага Агамалы оглы:

20 февраля грузинский народ постигло большое бедствие. Землетрясением разрушен город Гори и целый ряд селений;
десятки тысяч жителей остались без крова и без средств к существованию, не говоря о многих жертвах убитыми и ранеными.
Для оказания помощи пострадавшим требуются громадные средства. Со всех сторон в Грузию стекаются пожертвования. Азербайджанский народ также не может остаться равнодушным к бедствию, постигшему дружественную союзную и соседнюю Грузию. Он должен прийти ей на помощь и тем облегчить хоть немного переживаемое грузинским народом горе.
В виду срочности, законопроект был принят парламентом единогласно в спешном порядке.

### Период третьих республик (после 1991)
В январе 2008 года, когда по неизвестным причинам Грузия осталась без газа и электричества Азербайджан оказал помощь Грузии. Президент Грузии Михаил Саакашвили в опубликованном в специальном номере журнала «The Business Year» — «The Business Year — Azerbaijan 2011», посвящённом 20-летию независимости Азербайджана так отозвался об этом случае:

В январе 2008 года, когда Грузия осталась без электричества и газа по причинам, до сих пор мне не понятным, Азербайджан оказал помощь грузинскому народу в ту холодную зиму, даже несмотря на то, что пришлось сократить поставки газа собственному населению.
Грузия никогда не забудет эту помощь азербайджанского народа. Мы не забудем эту помощь потому, что она была оказана в самое сложное для грузин время. И это не только результат стратегического партнёрства, но и символ нашего братства. По сути, мы основали конфедеративные связи. Между нашими странами нет никаких проблем.
— Михаил Саакашвили
В апреле 2020 года в связи с пандемией Коронавируса, Азербайджан доставил гуманитарную помощь Грузии предназначенную для малоимущих групп населения.